# Engelhardia roxburghiana
Engelhardia roxburghiana là một loài thực vật có hoa trong họ Juglandaceae. Loài này được Wall. mô tả khoa học đầu tiên năm 1831.